# Jak osiołek rozchorował się ze smutku
Jak osiołek rozchorował się ze smutku (ros. Как ослик грустью заболел) – radziecki krótkometrażowy film animowany z 1987 roku w reżyserii Jurija Prytkowa.

## Obsada (głosy)
- Armen Dżigarchanian
- Swietłana Stiepczenko
- Jewgienij Leonow

## Wersja polska
- Wersja polska: Studio Opracowań Filmów w Łodzi
- Reżyseria: Maria Horodecka
- Dialogi: Elżbieta Włodarczyk
- Dźwięk: Elżbieta Matulewicz
- Montaż: Ewa Rajczak
- Kierownictwo produkcji: Edward Kupsz

Źródło: